# Nilosyrtis
Nilosyrtis, también escrito Nilo Syrtis, es una región al norte de Syrtis Major Planum en Marte, aproximadamente a 23 ° N, 76 ° E y con una elevación de -0,5 km. Marca una importante región de transición (una " dicotomía cortical ") entre el terreno de las tierras altas del sur y las tierras bajas del norte, y consta de picos y mesetas aislados. En promedio, la caída de elevación entre los dos terrenos es de 5.500 metros (18.000 pies).

## Laboratorio de Ciencias de Marte
Nilosyrtis es uno de los sitios propuestos como lugar de aterrizaje para el Laboratorio de Ciencias de Marte . Sin embargo, no hizo el corte final. Estaba entre los 7 primeros, pero no entre los 4 finalistas. El objetivo del Laboratorio Científico de Marte es buscar signos de vida antigua. Se espera que una misión posterior pueda devolver muestras obtenidas de sitios que hayan sido identificados como lugares que probablemente contengan restos de vida. Para bajar la nave de manera segura, se necesita un círculo plano, liso y de 12 millas de ancho. Los geólogos esperan examinar lugares donde alguna vez se acumuló agua. El objetivo es examinar las capas de sedimentos.